# Rubus battakensis
Rubus battakensis är en rosväxtart som beskrevs av Henry Nicholas Ridley. Rubus battakensis ingår i släktet rubusar, och familjen rosväxter. Inga underarter finns listade i Catalogue of Life.